# 热西却令寺
热西却令寺，内蒙古自治区鄂尔多斯市达拉特旗恩格贝镇布尔嘎查斯太，是一座藏传佛教格鲁派寺院。

## 简介
藏历第十饶迥丁亥年（1587年），一位来自西藏的喇嘛，获当地牧民热西的资助，兴建该寺。清朝顺治七年（1650年），小札木苏、沙格扎分别担任杭锦旗、达拉特旗扎萨克后，该寺属两旗共同管理。康熙年间，该寺第一世活佛固什罗布桑丹津扩建该寺，开始刊印木刻版经书及蒙古史籍。清朝赐寺名“豪陶拉给·瑙木特哈格其寺”，并为445名喇嘛颁发度牒。该寺活佛固什罗布桑丹津编著了蒙古史书《黄金史》。
经过数百年的扩建，该寺大小殿堂共二十多座，大小佛塔四十多座，庙仓、喇嘛房舍等千余间，设有经学院、密宗学院、时轮学院等四大经学院，为漠南知名寺院。
清朝同治年间，马化龙回民起义军抢掳该寺。1938年，该寺遭日军空袭，大部分殿堂及房舍被炸毁。遗留建筑在1960年被全部拆毁。